# Reinhold E. Schmidt
Reinhold E. Schmidt (* 17. Dezember 1951 in Ketzin/Havel; † 23. Januar 2022) war ein deutscher Mediziner und Hochschullehrer.

## Leben
Nach dem Studium (1970–1976) der Medizin an der Universität Bonn war er von 1977 bis 1983 Wissenschaftlicher Assistent an der Medizinischen Universitätsklinik Bonn. Nach dem Zweitstudium (1971–1977) der Psychologie an der Rheinischen Friedrich-Wilhelms-Universität Bonn war er von 1980 bis 1986 Leiter des Immunologisch-Rheumatologischen Labors an der Medizinischen
Hochschule Hannover. Seit 1985 war er C2-Universitätsprofessor an der Medizinischen Hochschule Hannover und Oberarzt an der Abteilung Klinische Immunologie. Im Jahr 1995 übernahm Schmidt die Leitung dieser Abteilung. Ab 2007 war er als Direktor der Klinik für Immunologie und Rheumatologie an der Medizinischen Hochschule Hannover tätig.
Schmidt engagierte sich ehrenamtlich in der Deutschen Gesellschaft für Immunologie. Hier setzte er sich insbesondere gegenüber der Bundesärztekammer für die Anerkennung der Immunologie als ärztliche Zusatzweiterbildung ein. In den Jahren 2005 und 2006 stand er der DGfI als Präsident vor. Zudem gehörte Schmidt dem wissenschaftlichen Beirat des Paul-Ehrlich-Institutes an, war Mitglied des Stiftungsrats des Deutschen Rheumaforschungszentrums und leitete den Europäischen Immunologie-Kongress im Jahr 2009 in Berlin.